# Emmanuel II de Crussol
Emmanuel II de Crussol (né le 5 janvier 1642 au château d'Assier - mort le 1er juillet 1692 à Paris), duc d'Uzès et Pair de France, prince de Soyons, marquis de Florensac et comte d'Apchier, il combat en Hongrie contre les Turcs, puis en Rhénanie pendant la Guerre de Hollande. Son mariage avec Marie-Julie de Sainte-Maure (1674) marque l'actualité mondaine de son temps. Nommé chevalier des ordres du roi (décembre 1688), il exerce les charges de gouverneur de Saintonge et d'Angoulême.

## Biographie
Titré comte de Crussol, il épouse le 16 mars 1664 Marie-Julie de Sainte-Maure, fille unique et héritière du duc Charles de Montausier, chevalier des ordres du roi, gouverneur du Dauphin sous Louis XIV, et de Julie d'Angennes, marquise de Rambouillet.
Avide de gloire, il est officier en Hongrie pour combattre les Turcs, commandés par le grand vizir Achmet Kiouprougli. Ces envahisseurs avaient franchi le Danube à Bad avec 100 000 hommes, et s'avançaient jusqu'aux portes de Presbourg et d'Olmütz. Au cours de cette  guerre austro-turque, Louis XIV envoie, pour appuyer l'empereur Léopold, 6 000 Français, placés sous les ordres du comte de Coligny-Saligny, frondeur rentré d'exil avec le prince de Condé. Le ler août 1664, l'attaque est engagée par toutes les forces turques, et la bataille semble perdue pour les Impériaux lorsque les Français s'ébranlent. On dit qu'en voyant déboucher la noblesse française avec ses dentelles et ses perruques blondes, Ahmet Köprülü demande « quelles étaient ces jeunes filles. » Ces cavaliers fondent vers les rangs des janissaires du grand vizir, et l'armée impériale, ranimée par cet exemple, charge sur toute la ligne. Les Turcs lâchent pied et fuent vers la rivière pour la repasser. À la suite de cette victoire, une trêve de vingt ans est signée entre l'empereur Léopold et le grand vizir. Le jeune comte de Crussol revient couvert de gloire de cette expédition.
Il prend part ensuite à la guerre de Hollande et, en récompense de ses services et de son courage, il est chargé d'apporter au roi Louis XIV, à Fontainebleau, la nouvelle de la prise des forts de Gallas, dans les Vosges. Il a alors le grade de colonel d'infanterie à la suite de la démission de son beau-père, le duc de Montausier : cela lui donne pouvoir de choisir les officiers de son régiment et de les proposer au ministre. 
Le 7 mars 1674, âgé de 32 ans, il devient premier duc et pair de France, par suite de la démission de son père, François de Crussol, en sa faveur. En cette qualité, il joue un rôle important au mariage de Louise d'Orléans avec le roi Charles II d'Espagne qui, par une des clauses du traité de Nimègue (I676), devait épouser une princesse française.
Il conserve longtemps la faveur du roi de France, même après le scandale dit « du bonnet » : en 1681, le Parlement de Paris donne une audience solennelle pour la réception du comte de Châlons. Le premier président, Nicolas Potier de Novion, contrairement aux usages établis, reste couvert en faisant l'appel des pairs et ne se découvre que lorsqu'il en est aux princes du sang. Au moment d'opiner, les pairs avaient l'habitude de se découvrir, mais voyant ce qui venait de se passer, le duc d'Uzès perd patience, enfonce son chapeau et opine couvert avec un air de menace. Tous les pairs l'imitent et tous vont se plaindre au roi, mais Louis XIV refuse de se mêler de cette affaire.
Louis XIV voulant marier le duc d'Orléans à une des grandes maisons du royaume, a songé à la dernière fille du duc d'Uzès, Louise de Crussol ; et il est sur le point de le déclarer, lorsque M. de Barbezieux, l'un des fils de Louvois, vient lui faire part de son mariage avec elle, et le roi n'y songe pas davantage. « Tout est conjoncture dans cette vie, disait le maréchal Clérambault, et la destinée de Mademoiselle d'Uzès en est une preuve. »
Il a de son mariage avec Marie-Julie de Sainte-Maure :
1. Louis de Crussol (né en 1673), sixième duc d'Uzès, tué à la Bataille de Neerwinden (1693).
2. Jean-Charles, septième duc d'Uzès (1675-1739).
3. Julie-Françoise de Crussol, mariée le 11 août 1686 à Louis-Antoine de Pardaillan de Gondrin, duc d'Antin, morte à Paris le 6 juillet 1742, âgée de soixante-treize ans.
4. Louis de Crussol, abbé, mort le 9 juin 1694 ;
5. François, comte d'Uzès (†2 avril 1736), lieutenant-général des armées du roi et mestre de camp de cavalerie. Dans sa jeunesse, ayant pour second le comte d'Albert, il a un duel avec les comtes de Rantzau et de Schwartzenberg. Mme de Luxembourg est la cause de ce duel dont on parla beaucoup[10] ;
6. Félix-Louis, chanoine de Strasbourg;
7. Catherine-Louise, mariée le 12 novembre 1691 au marquis de Barbezieux, et que Louis XIX voulait marier au duc du Maine (cf. supra).

Marie-Julie de Sainte-Maure, peu après son veuvage, se retire dans les ordres, et meurt de la variole.